# Уничтожение Канданоса
Уничтожение Канданоса (3 июня 1941) — разрушение городка Канданос (греч. Κάντανος, община Канданос-Селино) на острове Крит и расстрел большинства его населения на следующий день после резни в Кондомари частями немецких парашютистов, в результате чего было уничтожено около 180 человек, сожжены дома и даже уничтожен скот.